# Babad Tanah Jawi

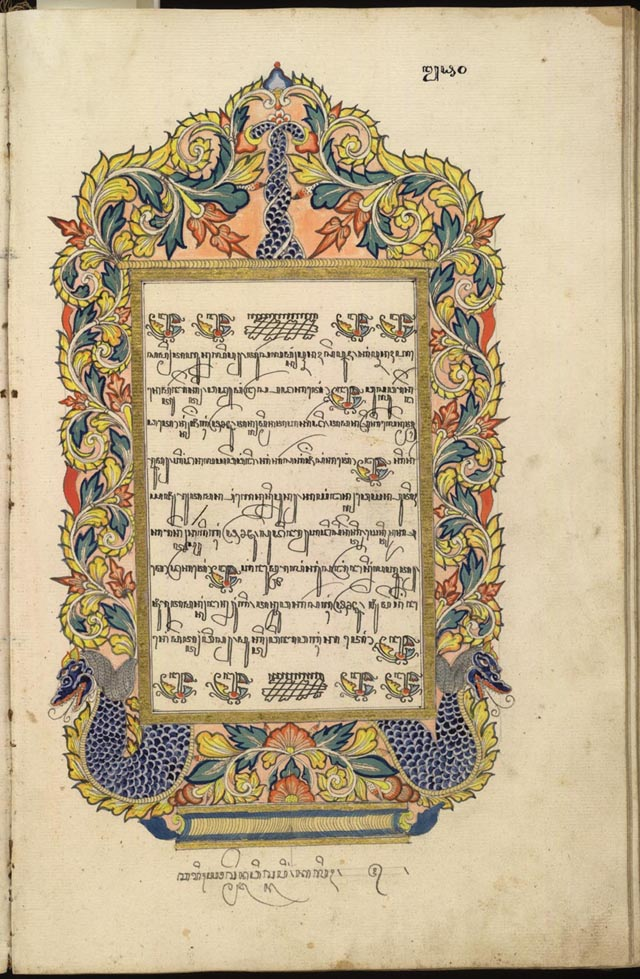

Los Babad Tanah Djawi o Babad Tanah Jawi son una serie de manuscritos redactados en javanés, datables desde el siglo XVIII. El título significa Historia de la tierra de Java, y se utilizaron para explicar el auge del islam en Java, religión predominante en Indonesia desde el siglo XVI. En los texto, que mezclan hechos verídicos con otros claramente ficticios, se menciona a los Wali Sanga, figuras santas del islam indonesio.